# Maestrazgo
Pour les articles homonymes, voir Maestrazgo (homonymie).
Le Maestrazgo (en espagnol) ou Maestrat (en catalan) est une comarque naturelle et historique de l'Espagne,  située à l’extrémité orientale du Système ibérique, à cheval sur le nord de la province de Castellón, au Pays valencien, et la province de Teruel, en Aragon.

## Géographie
Dans sa partie valencienne, il correspond aux comarques du Baix Maestrat et de l’Alt Maestrat, ainsi qu’une partie de la Plana Alta et de l'Alcalatén. En Aragon, on y inclut la comarque du Maestrazgo et, historiquement, une partie du Bas Aragon (en) et du Matarraña/Matarranya. Cette extension au territoire aragonais est qualifiée d’abusive par la Gran Enciclopèdia Catalana.